# 岩澤実育
岩澤 実育（いわさわ みいく、1999年10月13日 - ）は、日本の女子バレーボール選手。

## 来歴
東京都町田市出身。小学2年生のとき、幼馴染みに誘われたことをきっかけにバレーボールを始めた。
2015年、下北沢成徳高等学校に進学。2016年、2017年の春高バレーで優勝を経験。2017年には、U20日本代表に選出され、7月に開催された世界ジュニア女子選手権に出場し、銅メダル獲得に貢献した。
2018年、V.LEAGUE DIVISION1の埼玉上尾メディックスに入団。チームは山岸あかねがリベロのレギュラーを務めているためなかなかレギュラーにはなれず、レシーバーとしての途中出場がメインであった。
2022-23シーズン、V1開幕戦のNECレッドロケッツ戦で自身初となるスタメン出場を果たす。その試合でチームのストレート勝ちに貢献した。2試合目のNEC戦でもスタメン出場し、好レシーブを連発してチームの連勝に貢献。同時にVOM（V.LEAGUE of the Match）を受賞した。
2023年、日本代表登録メンバーに選出された。
2025年、日本代表登録メンバーに選出。2025年ネーションズリーグでは第1週のカナダラウンドで出場メンバーとして登録された。その際、レシーバーとしてのメンバー入りのため、リベロ登録ではなくアウトサイドヒッター登録となっている。同年6月8日、同ラウンドのドミニカ共和国戦でスタメンリベロとして出場し代表デビューを果たす。この試合で粘り強いディフェンスでチームを支えストレート勝ちに貢献した。

## 人物
- 弟が二人いる[10]。末弟は長野GaRonsに所属する岩澤光國[11]。

## 球歴
- U20日本代表
  - ジュニア世界選手権 - 2017年
- 日本代表（2023年、2025年）
  - ネーションズリーグ - 2025年

## 所属チーム
- 町田市立木曽境川小学校（町田山崎ミラクルズ）[1]
- 町田市立南大谷中学校[1]
- 下北沢成徳高等学校
- 埼玉上尾メディックス #12（2018年-）

## 個人成績
V.LEAGUEの個人成績は下記の通り。
| 大会        | チーム      | 出場     | 出場        | アタック | アタック | アタック | アタック | バックアタック | バックアタック | バックアタック | バックアタック | アタック 決定本数 | ブロック | ブロック       | サーブ | サーブ         | サーブ   | サーブ | サーブ | サーブ   | サーブレシーブ | サーブレシーブ | サーブレシーブ | サーブレシーブ | 総得点      | 総得点      | 総得点   | 総得点      |
| ----------- | ----------- | -------- | ----------- | -------- | -------- | -------- | -------- | -------------- | -------------- | -------------- | -------------- | ----------------- | -------- | -------------- | ------ | -------------- | -------- | ------ | ------ | -------- | -------------- | -------------- | -------------- | -------------- | ----------- | ----------- | -------- | ----------- |
| 大会        | チーム      | 試 合 数 | セ ッ ト 数 | 打 数    | 得 点    | 失 点    | 決 定 率 | 打 数          | 得 点          | 失 点          | 決 定 率       | セ ッ ト 平 均    | 得 点    | セ ッ ト 平 均 | 打 数  | ノ 丨 タ ッ チ | エ 丨 ス | 失 点  | 効 果  | 効 果 率 | 受 数          | 成 功 ・ 優    | 成 功 ・ 良    | 成 功 率       | ア タ ッ ク | ブ ロ ッ ク | サ 丨 ブ | 得 点 合 計 |
| V1 2020-21  | 埼玉上尾    | 16       | 34          | 0        | 0        | 0        | -        | 0              | 0              | 0              | -              | -                 | 0        | -              | 52     | 1              | 2        | 6      | 15     | 10.1     | 60             | 32             | 15             | 65.8           | 0           | 0           | 3        | 3           |
| V1 2019-20  | 埼玉上尾    | 3        | 8           | 0        | 0        | 0        | -        | 0              | 0              | 0              | -              | -                 | 0        | -              | 0      | 0              | 0        | 0      | 0      | -        | 11             | 3              | 5              | 50.0           | 0           | 0           | 0        | 0           |
| V1 2018-19  | 埼玉上尾    | 8        | 16          | 0        | 0        | 0        | -        | 0              | 0              | 0              | -              | -                 | 0        | -              | 1      | 0              | 0        | 0      | 1      | 25.0     | 15             | 5              | 3              | 43.3           | 0           | 0           | 0        | 0           |
| 通算：3大会 | 通算：3大会 | 27       | 58          | 0        | 0        | 0        | -        | 0              | 0              | 0              | -              | -                 | 0        | -              | 53     | 1              | 2        | 6      | 16     | 10.4     | 86             | 40             | 23             | 59.9           | 0           | 0           | 3        | 3           |